# Ruan Ras
Pour les articles homonymes, voir Ras.
Ruan Ras, né le 27 décembre 1996, est un nageur sud-africain.

## Carrière
Ruan Ras est médaillé d'or du 400 mètres quatre nages, médaillé d'argent sur 200 mètres papillon et médaillé de bronze du 200 mètres dos aux Championnats d'Afrique de natation 2021 à Accra.
Il obtient aux Championnats d'Afrique de natation 2022 à Tunis la médaille de bronze sur 400 mètres quatre nages et sur 4 × 200 mètres nage libre.